# GULO
Het GULO-gen, GLO-gen of gulonolacton-oxidase-gen is een gen in het nucleaire DNA van dieren dat verantwoordelijk is voor de vorming van ascorbinezuur (vitamine C). Het is 165 nucleotiden lang.
Bij de mens is het gen gesitueerd op de korte arm van chromosoom 8.
Het gen codeert voor L-gulono-gamma-lacton-oxidase, een enzym dat instaat voor de reactie van D-glucuronolacton of L-gulono-1,4-lacton met zuurstof tot L-xylo-hex-3-gulonolacton en waterstofperoxide, waarbij FAD als cofactor wordt gebruikt. Het L-xylo-hex-3-gulonolacton reageert spontaan verder tot ascorbinezuur zonder tussenkomst van een enzym.

## Gulonolacton-oxidasedeficiëntie
Bij de meeste dieren is het GULO-gen actief, maar bij verschillende evolutionaire lijnen is het gen door mutaties defect geraakt. Dat is onder andere het geval bij een aantal zangvogels, bij vele vleermuizen, bij cavia's en bij de Haplorhini, de onderorde uit de orde der primaten waartoe onder andere de spookdiertjes, de apen, de mensapen en de mens behoort. In die gevallen wordt ook gesproken van het GULOP of gulonolacton-oxidase-pseudogen. 
Gulonolacton-oxidase deficiëntie wordt ook wel hypoascorbemie genoemd. Door deze deficiëntie is de mens voor zijn noodzakelijke vitamine C aangewezen op de consumptie van fruit en groenten, en kan hij bij gebrek daaraan last krijgen van scheurbuik.

## Het GULO-gen in defylogenie
Het verlies aan activiteit van het GULO-gen is bij de verschillende diergroepen onafhankelijk van elkaar en op verschillende momenten in de evolutionaire geschiedenis gebeurd. Bij de primaten heeft dat ongeveer 63 miljoen jaar geleden plaatsgevonden, toen de Haplorhini van de meer primitieve Strepsirrhini of halfapen zijn afgesplitst.  
Zoals gezien de nauwe verwantschap te verwachten is, is de sequentie van basenparen van het GULO-pseudogen bij de mens voor 97,6% identiek aan die bij de chimpansee, voor 93,9% aan die bij de orang-oetan en voor 90,9% aan die bij de makaak. De sequentie bij de cavia is maar voor 83,0% identiek, wat duidt op een veel grotere afstand in tijd en een veel oudere gemeenschappelijke voorouder. Alhoewel het gen zowel bij mensen als bij cavia's defect is, is de oorzaak en de locatie van dat defect compleet verschillend.
De onderliggende verwantschap wordt nog duidelijker wanneer gekeken wordt naar het aantal synapomorfieën (het aantal gedeelde veranderingen ten opzichte van het voorouderlijke gen) in het GULO-gen. De primaten delen 11 synapomorfieën, de mens en de chimpansee nog eens 3. De muis en de rat delen 6 synapomorfieën, wat eveneens op een nauwe verwantschap wijst. Daarentegen zijn er tussen de muis en het varken geen synapomorfieën of gemeenschappelijke mutaties te vinden, ondanks de grote overeenkomst binnen de basensequenties (93,3%). Op basis van deze waarnemingen kan dus worden aangenomen dat varkens en muizen niet nauw met elkaar verwant zijn.